# Schilberszky Károly
Schilberszky Károly (Buda, 1863. november 26. – Budapest, 1935. szeptember 10.) botanikus, növénypatológus, egyetemi tanár.

## Életrajza
Szülei Schilberszky Károly és Göger Ottília. A budapesti egyetemen 1886-ban végezte el a természetrajzföldrajz szakot. 1887–1888-ban a vetőmagvizsgáló állomás munkatársa, 1888–1894-ben Jurányi Lajos mellett volt tanársegéd a budapesti egyetem növénytani tanszékén, 1893-ban bölcsészdoktorátust tett.
1894-től a Kertészeti Tanintézet növénykórtantanára. 1904-ben a tudományegyetemen, 1911-ben a műegyetemen, 1923-ban pedig a közgazdasági karon lett egyetemi m. tanár, 1926-ban az akkor szervezett mezőgazdasági karon a növénykórtan helyettes, majd nyilvános rendes tanára. 1934-ben ment nyugdíjba.
Budapesten hunyt el, 72 évesen, 1935. szeptember 10-én. Felesége Wóz Julianna volt.

## Munkássága
Munkássága nagy részét a gombák, illetve a növénykórtan területén végezte. Különösen a burgonya betegségei foglalkoztatták, ő fedezte fel a burgonyarákot. Foglalkozott a gyümölcsfák és a szőlő (monilia, lisztharmat stb.), valamint a gabonafélék (rozsda) betegségeivel is.
Ismeretterjesztő tevékenységet is kifejtett. 1902 – 1906 között szerkesztette a Növénytani Közleményeket.

## Főbb munkái
- Ein neuer Schorfparasit der Kartoffelknollen (Berichte Deutsch Bot. Gesellsch. 1896)
- A burgonyavész gombájának ökológiája (Budapest, 1928)
- Die Gesamtbiologie des Kartoffelkrebses (München, 1930)